# دیوی (داکوتای جنوبی)
دیوی (به انگلیسی: Dewey) یک منطقهٔ مسکونی در ایالات متحده آمریکا است که در شهرستان کاستر، داکوتای جنوبی واقع شده‌است. دیوی ۷ نفر جمعیت دارد و ۱٬۱۳۲ متر بالاتر از سطح دریا قرار دارد.